# 1478
- Wikisource

| Calendário gregoriano                                                        | 1478 MCDLXXVIII                                       |
| Ab urbe condita                                                              | 2231                                                  |
| Calendário arménio                                                           | 927 – 928                                             |
| Calendário bahá'í                                                            | -366 – -365                                           |
| Calendário budista                                                           | 2022                                                  |
| Calendário chinês                                                            | 4174 – 4175 Início a 3 de fevereiro (aproximadamente) |
| Calendário copta                                                             | 1194 – 1195                                           |
| Calendário etíope                                                            | 1470 – 1471                                           |
| Calendários hindus - Vikram Samvat - Calendário nacional indiano - Cáli Iuga | 1533 – 1534 1399 – 1400 4578 – 4579                   |
| Calendário Holoceno                                                          | 11478                                                 |
| Calendário islâmico                                                          | 883 – 884                                             |
| Calendário judaico                                                           | 5238 – 5239                                           |
| Calendário persa                                                             | 856 – 857                                             |
| Calendário rúnico                                                            | 1728                                                  |
| Calendário solar tailandês                                                   | 2021                                                  |

1478 (MCDLXXVIII, na numeração romana) foi um ano comum do século XV do Calendário Juliano, da Era de Cristo, e a sua letra dominical foi D (53 semanas), teve início a uma quinta-feira e terminou também a uma quinta-feira.
| Ano completo                        |
| ----------------------------------- |
| Ano comum com início à quinta-feira |

## Eventos
- Ivan III da Rússia anexa Novgorod a seus domínios.
- A Albânia é incorporada no Império Otomano, do qual fará parte até ao Século XX.
- O Papa Sisto IV publica a bula que institui a Inquisição espanhola em Sevilha.
- Início da conquista das Ilhas Canárias por Castela.
- A povoação de Angra é elevada à condição de Vila.

## Nascimentos
- 7 de Fevereiro - Thomas More.
- 26 de Maio - Papa Clemente VII (m. 1534).
- 22 de Junho - Filipe I de Castela.
- 30 de junho - João, príncipe das Astúrias.
- 2 de Julho - Luís V, Eleitor Palatino.
- 6 de Dezembro - Baldassare Castiglione, diplomata italiano.
- Girolamo Fracastoro.
- García de Loaysa - clérigo espanhol.
- Mabuse - pintor flamenco.

## Mortes
- 18 de Fevereiro - George, Duque de Clarence, executado na Torre de Londres, diz-se que por afogamento num barril de vinho (n. 1449).
- Bernardo de Alcobaça - monge cisteriano português.
- Luís III il Turco - Marquês de Mântua.
- Fernando I, Duque de Bragança.